# FC Association 1893 Hamburg
Der FC Association Hamburg war ein Sportverein aus Hamburg und einer der 86 Gründungsvereine des Deutschen Fußball-Bundes. Vertreten wurde er hier durch Walter Sommermeier.
Der Verein war Gründungsmitglied des Hamburg-Altonaer Fußball-Bunds (HAFB) und spielte zwischen 1895 und 1899 in der höchsten Klasse. Im September 1896 trat fast die komplette 1. Mannschaft aus dem Verein aus (und gründete den FC Allemannia 1896), im Dezember zog sich dieser aus der Meisterschaft zurück und trat kurzzeitig aus dem HAFB aus. Ab Oktober 1897 sind wieder Spiele um die Meisterschaft der ersten Klasse belegt. Im Oktober 1899 kam es zu einem erneuten Rückzug aus der Meisterschaft, ab November sind keine Spiele mehr belegt. Der FC Association löste sich wenig später auf.